# العلاقات المكسيكية الناوروية
العلاقات المكسيكية الناوروية هي العلاقات الثنائية التي تجمع بين المكسيك وناورو.

## مقارنة بين البلدين
هذه مقارنة عامة ومرجعية للدولتين:
| وجه المقارنة                                              | المكسيك                                                                               | ناورو                          |
| --------------------------------------------------------- | ------------------------------------------------------------------------------------- | ------------------------------ |
| المساحة (كم2)                                             | 1.97 مليون                                                                            | 21                             |
| عدد السكان (نسمة)                                         | 130.53 مليون                                                                          | 10.08 ألف                      |
| الكثافة السكانية (ن./كم²)                                 | 66.26                                                                                 | 48.00 ألف                      |
| العاصمة                                                   | مدينة مكسيكو                                                                          | ضاحية يارين                    |
| اللغة الرسمية                                             | اللغة الإسبانية                                                                       | اللغة الناورونية، لغة إنجليزية |
| العملة                                                    | بيزو مكسيكي                                                                           | دولار أسترالي                  |
| الناتج المحلي الإجمالي (بليون دولار)                      | 1.15 تريليون                                                                          | 113.88 مليون                   |
| الناتج المحلي الإجمالي (تعادل القوة الشرائية) بليون دولار | 2.16 تريليون                                                                          | 162.98 مليون                   |
| الناتج المحلي الإجمالي الاسمي للفرد دولار أمريكي          | 9.01 ألف                                                                              | 9.83 ألف                       |
| الناتج المحلي الإجمالي للفرد دولار أمريكي                 | 17.32 ألف                                                                             |                                |
| مؤشر التنمية البشرية                                      | 0.756                                                                                 |                                |
| رمز المكالمات الدولي                                      | +52                                                                                   | +674                           |
| رمز الإنترنت                                              | .mx                                                                                   | .nr                            |
| المنطقة الزمنية                                           | منطقة زمنية وسطى، المنطقة الزمنية الجبلية، زمن منطقة المحيط الهادئ، منطقة زمنية شرقية | ت ع م+12:00                    |

## منظمات دولية مشتركة
يشترك البلدان في عضوية مجموعة من المنظمات الدولية، منها:
| علم المنظمة | اسم المنظمة                   | تاريخ انضمام المكسيك | تاريخ انضمام ناورو |
| ----------- | ----------------------------- | -------------------- | ------------------ |
|             | يونسكو                        | 4 نوفمبر 1946        | 17 أكتوبر 1996     |
|             | الاتحاد البريدي العالمي       | ?                    | ?                  |
|             | منظمة الشرطة الجنائية الدولية | ?                    | ?                  |
|             | الأمم المتحدة                 | 7 نوفمبر 1945        | 14 سبتمبر 1999     |
|             | الاتحاد الدولي للاتصالات      | 1 يوليو 1908         | 10 يونيو 1969      |
|             | منظمة حظر الأسلحة الكيميائية  | ?                    | ?                  |

## وصلات خارجية
- موقع وزارة الخارجية المكسيكية